# Berberis suberecta
Berberis suberecta är en berberisväxtart som beskrevs av Ahrendt. Berberis suberecta ingår i släktet berberisar, och familjen berberisväxter. Inga underarter finns listade i Catalogue of Life.